# Фещенко, Владимир Валентинович
Влади́мир Валенти́нович Фе́щенко (род. 29 августа 1979, Москва) — российский филолог, семиотик, специалист в области взаимосвязи языка и искусства, лингвистической эстетики и поэтики, философии языка (в частности, реконструкции и историографии русской философии языка и семиотики XX века), языка авангардных текстов.

## Биография
Владимир Фещенко родился 29 августа 1979 года в Москве.
В 2001 году окончил факультет иностранных языков Московского городского педагогического университета. Тема дипломной работы касалась проблемы языковой личности в печатном интервью (на материале малотиражной клубно-музыкальной прессы Великобритании). В 2001—2004 годах обучался в аспирантуре Института языкознания РАН под руководством академика Юрия Степанова. В 2005 году защитил диссертацию на соискание учёной степени кандидата филологических наук на тему «Языковой эксперимент в русской и английской поэтике 1910—1930-х гг.» по специальности «Теория языка».
С 2006 года работает в Научно-образовательном центре теории и практики коммуникации (с 2012 года — имени академика Ю. С. Степанова) (НОЦ ТиПК) Института языкознания РАН.
В 2009—2010 годах проходил научную стажировку в Университете Лозанны в Швейцарии.
Научные интересы находятся в области взаимосвязи языка и искусства, лингвистической эстетики и поэтики, философии языка (в частности, реконструкции и историографии русской философии языка и семиотики XX века), языка авангардных текстов.
Публиковался в журналах: «Известия РАН. Серия литературы и языка», «Русская литература», «Общественные науки и современность», «Критика и семиотика», Russian Literature, Wiener Slawistischer Almanach, Acta Semiotica Fennica, Slavica Occitania.
Научные исследования удостаивались финансовой поддержки научных фондов: РГНФ, Президиума РАН, Федерального агентства по науке и инновациям, Министерства образования и науки Российской Федерации.
Выступал с докладами на международных конференциях и семинарах в России, Сербии, Великобритании, Нидерландах, США, Канаде, Финляндии, Ирландии, Франции, Швейцарии, Словении, Германии. Принимал участие в организации 4 научных конференций. Один из организаторов конференции «„Доски судьбы“ и вокруг: эвристика и эстетика» (2006; совместно с Виктором Григорьевым, Николаем Грицанчуком, Никитой Сироткиным).
Член редколлегии журнала «Критика и семиотика».

## Награды и премии
- Международная отметина имени отца русского футуризма Давида Бурлюка[3]
- 2011 — Медаль РАН для молодых учёных с премией в области литературы и языка (за монографию «Лаборатория логоса: Языковой эксперимент в авангардном творчестве»)[1]